# Timur und sein Trupp (Band)
Die Band Timur und sein Trupp, benannt nach dem gleichnamigen Kinderbuch von Arkadi Gaidar, wurde 1986 in Weimar gegründet.

## Geschichte
Der Hang zur Legendenbildung und mehrere gescheiterte Versuche, ein bandtypisches Instrument zu spielen, führten Ende 1986 zur Gründung der Band Timur und sein Trupp durch Jörn Luther und Holm Kirsten. Dazu stießen Jens Ferber und Burkhard Blum, der nicht nur Bass spielte, sondern auch Effektgeräte und Mixer selbst baute. Luther und Ferber hatten 1982 erste musikalische Erfahrungen mit der Band Undankbare Brut gesammelt. Nach einem kurzen Intermezzo des Gitarristen Jens Ferber stießen Helfried Menchén und Silke Gonska zur Band.
Textlich kombinierte die Band Lyrik von Christian Morgenstern über Boris Vian bis hin zu Schlagern und russischem Liedgut. Auch musikalisch mischte die Band viele Stile: Punk-, Schlager- und Heavy-Metal-Klänge.
Anfang 1988 verließ Silke Gonska die Band, dafür kam Maik Plewnia ans Schlagzeug. Zur gleichen Zeit stieß Gitarrist Conrad Hoffmann zur Band. Nachdem Jörn Luther mehrfach angekündigt hatte, die Band zu verlassen, konnte Wolfgang Hempel zur vokalen Unterstützung gewonnen werden. Da Luther seinen Ausstieg bis 1999 hinzog, hatte die Band zeitweilig drei Sänger. Vor allem durch Adaptionen von Pionierliedern geriet das Timur-Projekt zunehmend zur Ironisierung des überlebten Pathos der zahnlos gewordenen DDR-Staatsideologie. Die schnell zum Lokalkult aufsteigende Band war von Anfang an nicht an einer Einstufung interessiert und produzierte stattdessen 1988/89 ihre MC Das sind wir in einer Auflage von 100 Stück.
Der endgültige Weggang von Helfried Menchén sowie der kurzzeitige Weggang von Burkhard Blum, Conrad Hoffmann und Maik Plewnia infolge mehrerer Ausreisewellen führten zur zeitweiligen Auflösung der Band. Die Timur-Mitglieder Wolfgang Hempel, Holm Kirsten und Conrad Hoffmann gründeten 1989 zusammen mit Frank Hruschka, Maik Sonnet und Maik Vollmann, sowie Jörg Sittig die Band The Naked Lunch. Ab Mitte der 1990er Jahre fand Timur und sein Trupp nur noch sporadisch zu Auftritten zusammen, bis sich die Band 1999 auflöste.
Jörn Luther, Holm Kirsten und Burkhard Blum schlossen sich ab 1992 gemeinsam mit Gabi Hultsch kurzzeitig zum Projekt Tumor und sein Trip zusammen. Maik Plewnia und Conrad Hoffmann gründeten 1992 die Band Hateful Birthday. Conrad Hoffmann spielte ab 2001 Bass bei Die Art. Seit 2007 gehört er zur Re-Union-Besetzung von Die Art. Ab 2010 startete er das Solo-Projekt Beringsee.
2011 kam es zur Neugründung von „Timur und sein Trupp“. Ab 2015 verstärkte Andreas Kurdinat die Band mit einer zweiten Gitarre. Ende 2016 zog sich Conrad Hoffmann aus künstlerischen Gründen zurück. Dafür stieg Robert Boddin ein. 2020 verließen Wolfgang Hempel und Andreas Kurdinat die Band, dafür stieß Johannes Janitzki an der Gitarre dazu. 2024 ging Gründungsmitglied Burkhard Blum in den wohlverdienten Ruhestand, dafür verstärkte Rüdiger Haufe am Bass die Band.

## Diskografie
- 1989: Das sind wir (Tape, Eigenproduktion)
- 1997: Das sind wir (CD, Remaster von 1989)
- 1998: Kamtschatka/ Hure, auf: Wir sind der entfesselte Durchschnitt (CD Compilation)
- 2000: Ei du Äpfelchen, auf: Wir wollen immer artig sein 3 (Tape Compilation)
- 2009: Teenager Liebe, auf: Der andere Konsum (Tape Compilation)
- 2017: Willst du mit mir geh‘n (CD)
- 2024: Sackhasche im Schwanseebad

## Ausstellungen
- Boheme und Diktatur in der DDR. Gruppen, Konflikte, Quartiere 1970 bis 1989. Ausstellung im Deutschen Historischen Museum, Berlin 1997.
- ostPunk! – too much future. Punk in der DDR 1979 – 1989, Ausstellung im Salon Ost, Berlin 2005.

## Filme
- 2012: Timur und sein Trupp Live (DVD, paradiesFILM PRODUKTION)
- 2015: Platonow (Spielfilm, Koproduktion ZDF/3sat und paradiesFILM PRODUKTION)